# August Fischer (Apotheker)
August Fischer (* 15. November 1868 in Buchau; † in der Nacht vom 12. auf den 13. Dezember 1940 in Bühl) war ein Apotheker in Bühl (Baden).

## Leben
August Fischer studierte Pharmazie an der TH Stuttgart und legte im Jahr 1892 die pharmazeutische Approbationsprüfung ab. Seit 1891 gehörte er der Burschenschaft Arminia Stuttgart an. 1905 übernahm er die 1884 in Bühl gegründete Chemische Fabrik Ludwig Hörth, die sich mit der Produktion von Tinten, Stempelkissen, Farben und Klebstoffen beschäftigte. Ab 1924 begann er mit der Entwicklung eines neuen Klebstoffs, um vom bis dahin üblichen Knochenleim wegzukommen. 1932 erfand er schließlich den ersten Kunstharzkleber der Welt und brachte ihn unter dem heute noch bekannten Namen UHU auf den Markt. Bestandteile waren neben dem Kunststoff Polyvinylacetat auch die Lösemittel Methylacetat und Methanol sowie Nitrozellulose zum Aushärten.